# Andrea Colpani
Andrea Colpani, född 11 maj 1999 i Brescia, är en italiensk fotbollsspelare (mittfältare) som spelar för Fiorentina, på lån från Monza.

## Klubbkarriär
Colpani debuterade för Monza i Serie A den 21 augusti 2022 i en 4–0-förlust mot Napoli, där han blev inbytt i den 83:e minuten mot Samuele Birindelli.
Den 26 juli 2024 lånades Colpani ut till Fiorentina på ett säsongslån.